# Master of Business Administration (France)
Ne doit pas être confondu avec Diplôme national de master.
 (mai 2024).
Si vous disposez d'ouvrages ou d'articles de référence ou si vous connaissez des sites web de qualité traitant du thème abordé ici, merci de compléter l'article en donnant les références utiles à sa vérifiabilité et en les liant à la section « Notes et références ».
Le Master of Business Administration (MBA) est, en France, un diplôme de marketing, finances, ressources humaines et management.

## Histoire
La France a été pionnière en matière de MBA avec la création de l'INSEAD en 1957 et de l'Institut supérieur des affaires (devenu ultérieurement le MBA du Groupe HEC) en 1969, et dont les diplômes sont parmi les meilleurs mondiaux, l'INSEAD étant notamment classé par le Financial Times au premier rang mondial en 2016 et 2017. En parallèle, en 1956, Gaston Berger décide de créer un diplôme français équivalent au MBA, généraliste en management, dans le but de former des cadres ingénieurs de formation au monde des affaires : le Certificat d'aptitude à l'administration des entreprises (CAAE) à travers la création de l'Institut d'administration des entreprises de Paris (IAE Paris). L'IAE de Paris a été classé 6e en France et 29e En Europe dans le QS TOP 200 Business Schools 2014[réf. à confirmer].

## Établissements
D'autres écoles ont mis en place des MBA spécialisés. Depuis 2011, Confor-PME propose ainsi en Guadeloupe un Executive MBA avec 3 dominantes (Ressources humaines, Gouvernance d'entreprise et Information financière) adossé au Diplôme national d'État de Master en Management de l'information stratégique, grade délivré par Sciences Po-Aix[réf. nécessaire]. Depuis 2002, le CELSA – Sorbonne Université délivre un MBA spécialisé en « Management, communications et sociétés ». L'EM Normandie a créé un MBA « Maritime, transport et logistique » ainsi qu'un Executive-MBA en « Management de projet ». Bordeaux école de management a créé un « Wine MBA » misant sur la renommée de Bordeaux dans le monde du vin et visant à former les cadres des grandes entreprises mondiales du secteur viticole et des spiritueux. L'ESC Toulouse a développé deux MBA sectoriels : un dans le domaine de l'aéronautique et l'autre du conseil,[réf. nécessaire] l'ENAC sur l'aviation et Euromed Management un MBA dans le domaine maritime (cf. MBA en France). PSB Paris School of Business (PSB) propose 10 executive MBA dans plusieurs domaines variés.[réf. nécessaire]
Certains de ces MBA sont de general management comme leurs homonymes américains avec parfois un accent mis sur l'international. Dans ce groupe, il y a notamment les diplômes de HEC, de l'EDHEC, de l'ICN Business School de Nancy, de Rouen Business School, de Reims Management School, de l'ESG Management School, l'EM Lyon, ou de Grenoble École de management.[réf. nécessaire]
Le développement du MBA se heurte à plusieurs difficultés. Tout d'abord, le côté anglo-saxon, la méthode d'apprentissage, l'absence de définition précise du MBA ni d'instance réglementant son attribution rendent difficile l'insertion de ce diplôme dans l'enseignement supérieur français. De plus, il entre en concurrence avec le système des grandes écoles recrutant sur concours après les classes préparatoires pour la formation des cadres supérieurs des entreprises. Enfin, le principe et l'intérêt du MBA provient de l'expérience professionnelle des étudiants qui ont généralement entre 4 et 10 ans d'expérience professionnelle à leur entrée dans la formation. Ce principe de retour sur les bancs de l'école pour avoir un accélérateur de carrière ou une formation tout au long de la vie active est encore assez peu répandu et pas forcément bien vu ni bien compris.[réf. nécessaire]
Au cours des années 1990, avec l'augmentation des échanges universitaires et l'implantation d'entreprises étrangères qui connaissaient le MBA, ce type de diplôme s'est à nouveau développé dans l'enseignement supérieur français. Dès 1987, l'École des Ponts ParisTech crée un MBA en International Business, invitant des professeurs issus d'universités internationales de premier plan.
Certaines écoles françaises ont signé des partenariats avec des universités américaines d'excellence dans le cadre de la délivrance d'un véritable MBA américain. Aujourd'hui, certaines écoles françaises profitent de l'appellation MBA pour proposer des diplômes à des étudiants de niveau bac+4/bac+5 en fin d'études, alors que ce diplôme est habituellement réservé aux professionnels ayant plusieurs années d'expérience dans le monde de l'entreprise. 
Les organismes d'accréditation internationaux pour les MBA sont l'organisme AACSB aux États-Unis, la britannique AMBA et l'européenne EQUIS. Le nom MBA n'est pas déposé et ainsi n'importe quel établissement peut délivrer un diplôme intitulé MBA.[réf. nécessaire]
Il y a 4 MBA généralistes, parmi lesquels 4 sont tri-accrédités. Il y a 32 MBA spécialisés ou Executive-MBA, parmi lesquels 8 sont tri-accrédités.[réf. nécessaire]
| Établissement                                          | Type                                            | Cout      | AACSB | AMBA | EQUIS |
| ------------------------------------------------------ | ----------------------------------------------- | --------- | ----- | ---- | ----- |
| Audencia                                               | Généraliste                                     | 29 000 €  |       |      |       |
| CELSA – Sorbonne Université                            | Spécialisé – Executive                          | 25 000 €  |       |      |       |
| CNAM                                                   | Généraliste                                     | 19 000 €  |       |      |       |
| École des Ponts ParisTech                              | Généraliste                                     |           |       |      |       |
| EDHEC                                                  | Spécialisé – Healthcare Innovation & Technology | 61 200 €  |       |      |       |
| EDHEC                                                  | Spécialisé – Executive                          | 61 200 €  |       |      |       |
| EDHEC                                                  | Généraliste                                     | 61 200 €  |       |      |       |
| EM Lyon                                                | Spécialisé                                      |           |       |      |       |
| EM Normandie                                           | Spécialisé                                      |           |       |      |       |
| ENAC                                                   | Spécialisé                                      |           |       |      |       |
| ENASS                                                  | Spécialisé                                      |           |       |      |       |
| ESC Pau                                                | Spécialisé                                      |           |       |      |       |
| Rennes School of Business                              | Spécialisé - Executive                          | 37 200 €  |       |      |       |
| ESC Rouen                                              | Généraliste                                     |           |       |      |       |
| ESC Toulouse                                           | Spécialisé                                      |           |       |      |       |
| ESCEM                                                  | Spécialisé                                      |           |       |      |       |
| ESCP                                                   | Spécialisé – Executive                          | 64 500 €  |       |      |       |
| ESCP                                                   | Spécialisé – International Management           | 46 350 €  |       |      |       |
| ESG                                                    | Généraliste                                     |           |       |      |       |
| ESSEC                                                  | Spécialisé – Executive                          | 57 000 €  |       |      |       |
| Epitech                                                | Spécialisé – Executive                          | 20 000 €  |       |      |       |
| Euromed Management                                     | Spécialisé                                      |           |       |      |       |
| HEC                                                    | Généraliste                                     | 74 000 €  |       |      |       |
| HEC                                                    | Spécialisé – Executive                          | 82 950 €  |       |      |       |
| HEC – LSE – NYU Stern                                  | Spécialisé – Executive                          | 185 000 $ |       |      |       |
| IAE d'Aix-en-Provence                                  | Généraliste                                     |           |       |      |       |
| IAE de Nice                                            | Généraliste                                     |           |       |      |       |
| IAE de Grenoble                                        | Spécialisé                                      |           |       |      |       |
| IAE de Lyon (U. Lyon-III)                              | Spécialisé – International                      | 13 500 €  |       |      |       |
| IAE de Paris                                           | Spécialisé – Executive                          | 12 500 €  |       |      |       |
| ICN Business School                                    | Spécialisé                                      |           |       |      |       |
| IÉSEG                                                  | Spécialisé                                      |           |       |      |       |
| IFAM                                                   | Spécialisé                                      |           |       |      |       |
| INSEAD                                                 | Généraliste                                     | 89 000 €  |       |      |       |
| INSEEC                                                 | Spécialisé                                      |           |       |      |       |
| Institut français de la mode                           | Spécialisé                                      |           |       |      |       |
| IRIIG                                                  | Spécialisé (innovation)                         | 25 900 €  |       |      |       |
| ISC                                                    | Spécialisé                                      |           |       |      |       |
| ISEG                                                   | Spécialisé                                      |           |       |      |       |
| Kedge Business School (ex BEM)                         | Généraliste                                     | 39 000 €  |       |      |       |
| Montpellier Business School (ex Sup de Co Montpellier) | Spécialisé                                      |           |       |      |       |
| SKEMA Business School                                  | Spécialisé                                      |           |       |      |       |
| Université Panthéon–Assas                              | Spécialisé – Droit des affaires et management   |           |       |      |       |
| Université Panthéon–Assas                              | Spécialisé – Droit des affaires et management   |           |       |      |       |
| Université Toulouse 1 Capitole                         | Spécialisé – Droit de la commande publique      |           |       |      |       |
| Université Dauphine – PSL                              | Généraliste – Executive                         | 35 200 €  |       |      |       |
| Université Dauphine – PSL                              | Généraliste – Hospitality & Culinary Management | 27 000 €  |       |      |       |
| Université Dauphine – PSL                              | Spécialisé – Management des ressources humaines | 19 900 €  |       |      |       |
| Université Dauphine – PSL                              | Spécialisé – Santé                              | 18 000 €  |       |      |       |
| Université Dauphine – PSL                              | Spécialisé – Assurances                         | 34 000 €  |       |      |       |
| Université Dauphine – PSL                              | Spécialisé – Management, risques et contrôle    | 16 200 €  |       |      |       |

## Reconnaissance et accréditation
La qualité d'un MBA s'évalue tout d'abord en fonction des accréditations auprès d'institutions internationales :
- AACSB : Association to Advance Collegiate Schools of Business (États-Unis)
- ACBSP (États-Unis)
- IACBE (États-Unis)
- AMBA (Royaume-Uni)
- EQUIS (Européenne)

Les classements annuels établis par certains journaux ou magazines sont aussi un bon moyen de connaître la valeur d'un programme. Les classements les plus largement reconnus au niveau mondial sont ceux du Financial Times, de Business Week et de US News.
D'autres classements existent, avec celui de The Economist, celui de la Princeton Review, du Wall Street Journal et du magazine Forbes.